# Puchar Świata w narciarstwie alpejskim 1978/1979
Sezon 1978/1979 Pucharu Świata w narciarstwie alpejskim rozpoczął się 9 grudnia 1978 we włoskim Piancavallo (kobiety) i austriackim Schladming (mężczyźni), a zakończył 19 marca 1979 w japońskiej miejscowości Furano. Jest to 13. edycja pucharowej rywalizacji. Rozegrano 26 konkurencji dla kobiet (7 zjazdów, 7 slalomów gigantów i 8 slalomów specjalnych i 4 kombinacje) i 33 konkurencje dla mężczyzn (9 zjazdów, 10 slalomów gigantów i 10 slalomów specjalnych i 4 kombinacje).
Puchar Narodów (łącznie) zdobyła reprezentacja Austrii, wyprzedzając Szwajcarię i Włochy.

## Puchar Świata w narciarstwie alpejskim kobiet
Wśród kobiet najlepszą zawodniczką okazała się Austriaczka Annemarie Moser-Pröll, która zdobyła 243 punkty, wyprzedzając Hanni Wenzel z Liechtensteinu i reprezentantkę RFN Irene Epple.
W poszczególnych klasyfikacjach tryumfowały:
- Annemarie Moser-Pröll – zjazd
- Regina Sackl – slalom
- Christa Kinshofer – slalom gigant
- Annemarie Moser-Pröll i  Hanni Wenzel – kombinacja

## Puchar Świata w narciarstwie alpejskim mężczyzn
Wśród mężczyzn najlepszym zawodnikiem okazał się Szwajcar Peter Lüscher, który zdobył 186 punktów, wyprzedzając Austriaka Leonharda Stocka i Amerykanina Phila Mahre'a.
W poszczególnych klasyfikacjach tryumfowali:
- Peter Müller – zjazd
- Ingemar Stenmark – slalom
- Ingemar Stenmark – slalom gigant
- Andreas Wenzel – kombinacja

## Puchar Narodów (kobiety + mężczyźni)
- 1.  Austria – 2095 pkt
- 2.  Szwajcaria – 1515 pkt
- 3.  Włochy – 1119 pkt
- 4.  Stany Zjednoczone – 1009 pkt
- 5.  RFN – 996 pkt